# Фиговый лист
Фи́говый лист, фиговый листочек —

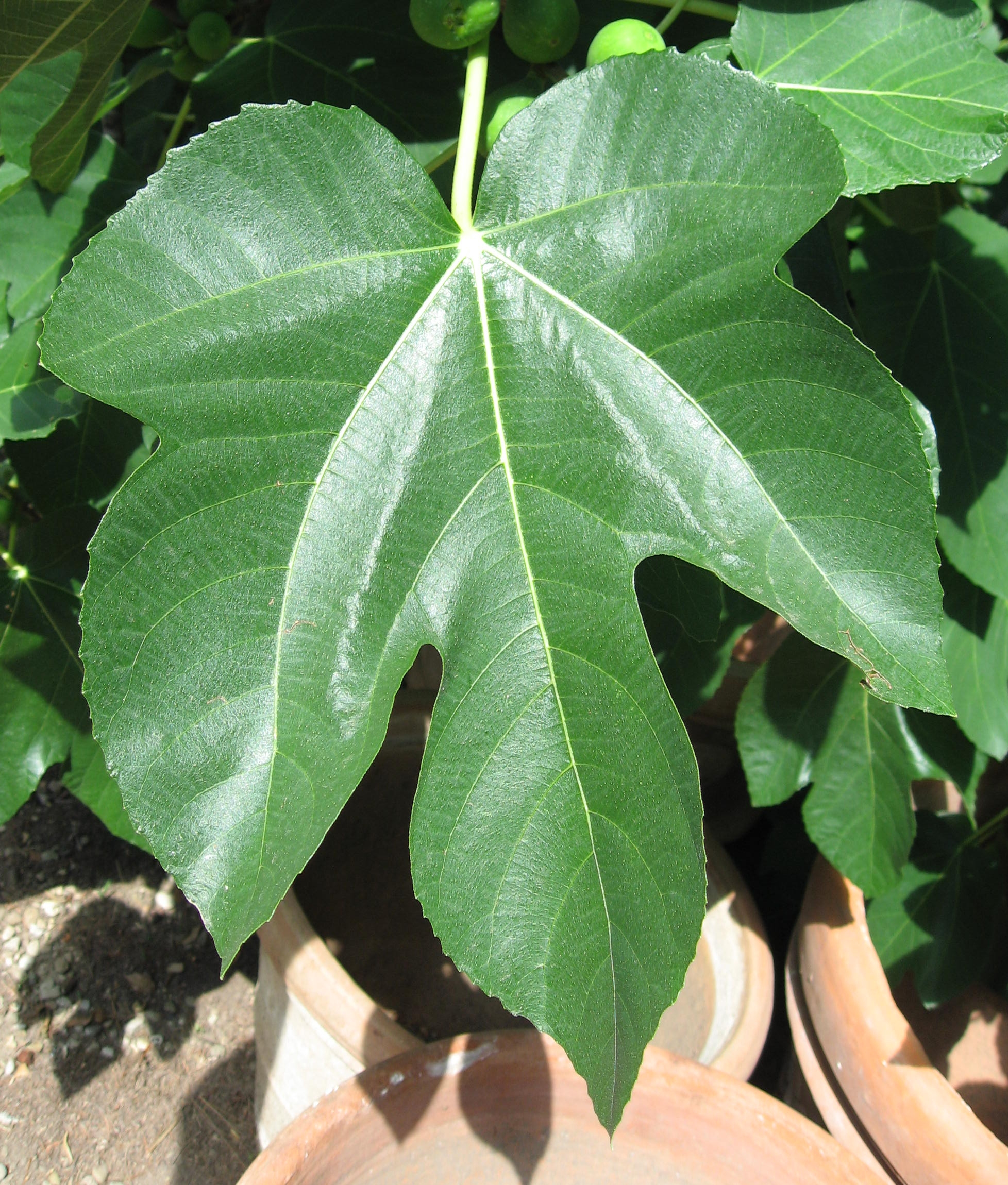
Лист инжира

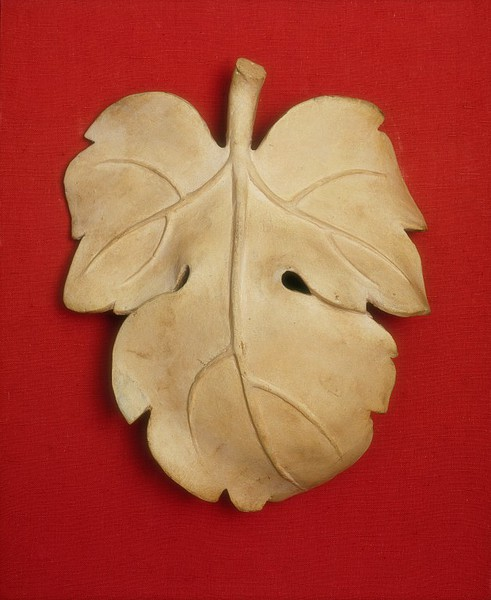
Съемный фиговый лист, сделанный для прикрывания слепка статуи Давида Микеланджело в лондонском Музее Виктории и Альберта.

- лист растения фиги (другие названия: инжир, смoква);
- листья смоковницы (фиги) в Библии, которые использовали Адам и Ева, чтобы сшить себе первую одежду, после того, как осознали себя нагими после Грехопадения;
- изображение листка на месте половых органов обнаженных фигур в изобразительном искусстве (причем не обязательно листа ботанической фиги, они могут быть также кленовые, виноградные, или свободная вымышленная форма[1]).
- в переносном значении — лицемерное прикрытие заведомо бесстыдных действий, нечестных поступков, камуфлирование[2].

## Описание

### В ботанике
Листья фиги (инжир, смoква) по форме лопастые, разделены на 3—7 долей, до 10—25 см в длину, до 20 см в ширину, с волнистым и местами зубчатым краем, очередные. Черешок до 7 см.

### В Библии

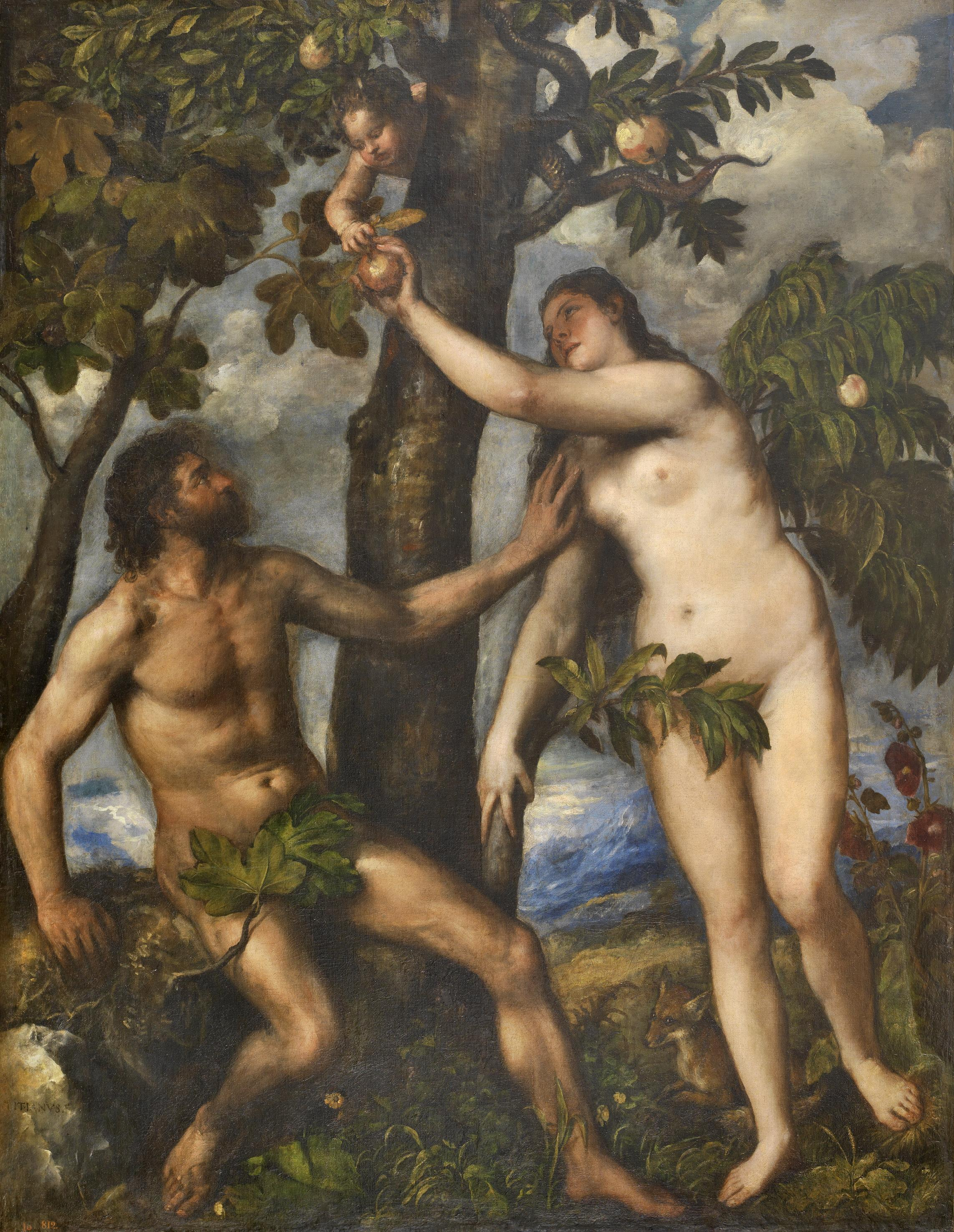
Тициан. «Грехопадение». Адам прикрывается ветвью фиги, Ева — ветвью яблони

История с обнаружением наготы Адамом и Евой собственной наготы и использование ими фиговых листов (עֲלֵ֣ה תְאֵנָ֔ה) описывается в Библии таким образом (Бытие 3;7):

1. Змей был хитрее всех зверей полевых, которых создал Господь Бог. И сказал змей жене: подлинно ли сказал Бог: не ешьте ни от какого дерева в раю?
2. И сказала жена змею: плоды с дерев мы можем есть,
3. только плодов дерева, которое среди рая, сказал Бог, не ешьте их и не прикасайтесь к ним, чтобы вам не умереть.
4. И сказал змей жене: нет, не умрёте,
5. но знает Бог, что в день, в который вы вкусите их, откроются глаза ваши, и вы будете, как боги, знающие добро и зло.
6. И увидела жена, что дерево хорошо для пищи, и что оно приятно для глаз и вожделенно, потому что даёт знание; и взяла плодов его и ела; и дала также мужу своему, и он ел.
7. И открылись глаза у них обоих, и узнали они, что наги, и сшили смоковные листья, и сделали себе опоясания.
8. И услышали голос Господа Бога, ходящего в раю во время прохлады дня; и скрылся Адам и жена его от лица Господа Бога между деревьями рая.
9. И воззвал Господь Бог к Адаму и сказал ему: где ты?
10. Он сказал: голос Твой я услышал в раю, и убоялся, потому что я наг, и скрылся.

По толкованию Эми Марша, в этом был элемент наказания: листья инжира содержат фермент фицин, который может вызывать острое раздражение кожи.

## Использование в цензуре искусства

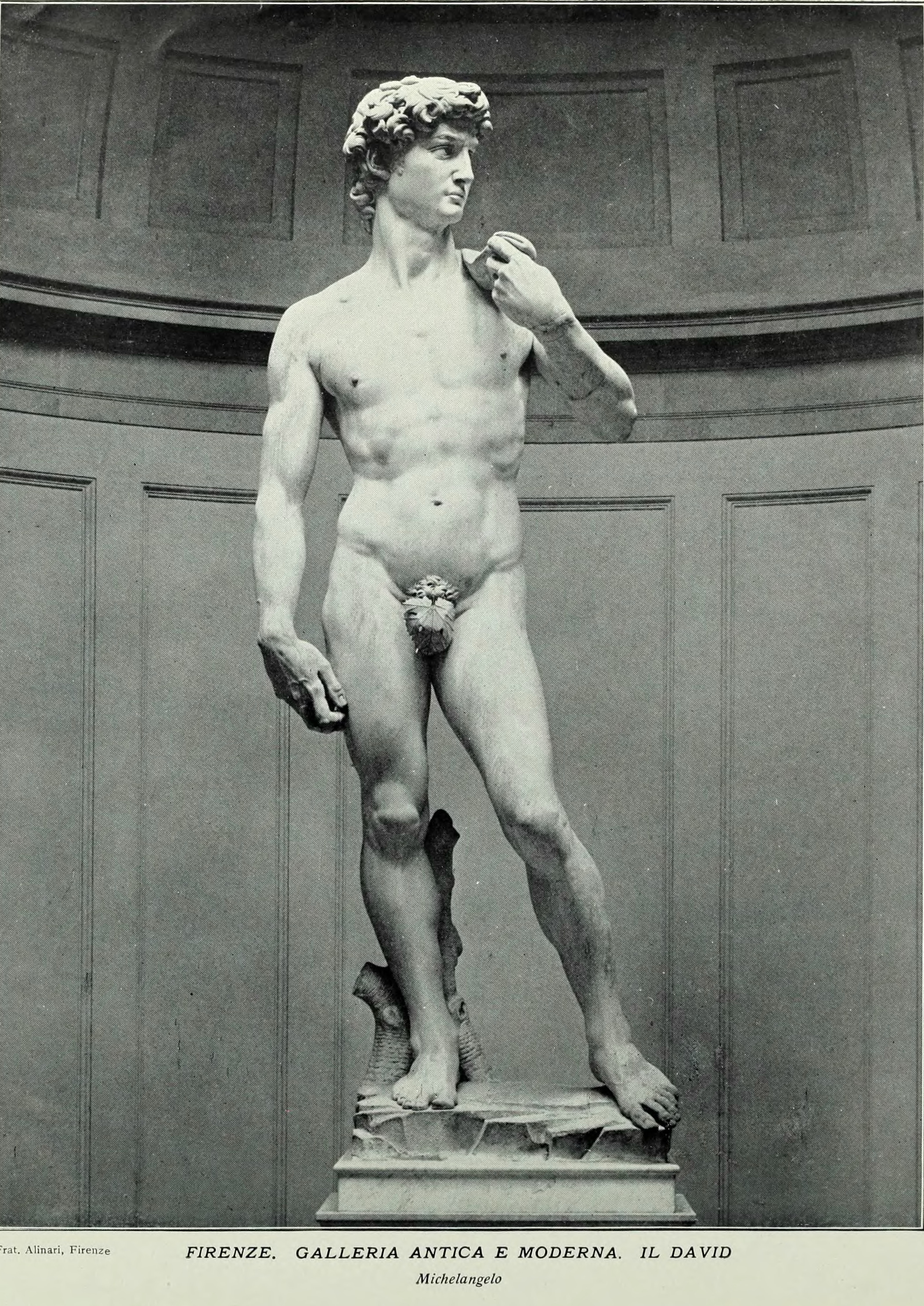
«Давид» в 1900-t

В Средневековье и в Ренессанс ветви с листьями изображались в библейских сценах, согласно сюжету. В 1490—1495 годах Туллио Ломбардо изваял мраморного «Адама», украшенного листом. Это была первая мраморная  обнаженная скульптура в натуральную величину со времен античности (при этом бронзовый «Давид» Донателло изваян раньше, в 1440, и он полностью наг). Ранее, в 1464 году Антонио Риццо изваял бронзовых Адама и Еву, и чресла мужчины были прикрыты листом, однако вокруг пояса были обмотаны побеги, на которых он крепился; аналогично у «Адамов» Маттео Чивитали (1496) и Кристофоро Солари (1504).
Широкое распространение фиговых листов в изобразительном искусстве в других сюжетах произошло позже.
Мраморный «Давид» Микеланджело — наг, что шокировало флорентийцев. Вскоре после открытия статуи её наготу прикрыли гирляндой из 28 бронзовых фиговых листьев, которая провисела по меньшей мере до середины 16 века. В дальнейшем он был прикрыт лепным листком.
Контрреформация требовала от католицизма стать строже.
Около 1541 года кардинал Карафа и монсеньор Сернини (посол Мантуи) добиваются цензуры «Страшного суда» Микеланджело из-за наготы. Это начинание известно как начало «Кампании фигового листка».

В 1557 году папской буллой Павла IV фиговые листочки были рекомендованы к всеобщему употреблению. Началось массовое цензурирование античного и ренессансного искусства, начиная с собственных ватиканских коллекций. В 1563 году Тридентский собор осудил наготу в церковном искусстве, утвердил декрет, запретивший изображение наготы в религиозной живописи: «всякое сладострастие следует избегать» в религиозных изображениях «таким образом, что фигуры не должны быть расписаны или украшены красотой, возбуждающей похоть».

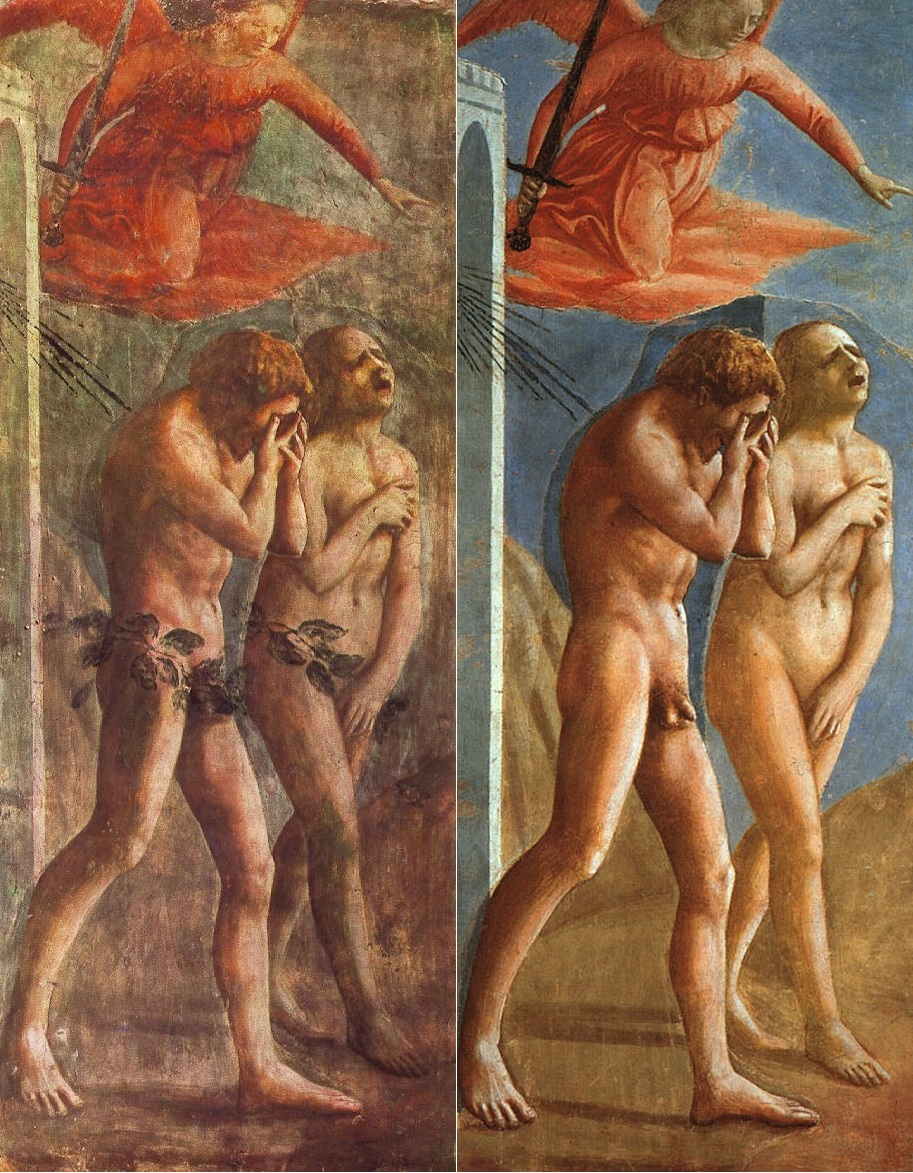
Фреска Мазаччо «Изгнание из рая» 1425 года первоначально не имела листьев (правда, виноградных). Они были добавлены в 1680 году и убраны только при реставрации 1980 года.

Поэтому «Штанишник» Даниеле да Вольтерра в 1565 году по заказу папы Пия IV «одел» персонажей Сикстинской капеллы. В 1592 году Климент VII проводит личный осмотр Рима, чтобы убедиться, что откровенные скульптуры, включая полуобнаженные изображения Христа на кресте, закрыты драпировкой. Во время правления папы Иннокентия X, в 1644—1655 годы, у древних статуй отбивали фаллосы и на них накладывали новые листочки. В 1758—1759 годы папа Климент XIII покрывает ещё больше скульптур в Ватикане фиговыми листьями. В 1759 году искусствовед и певец античности Иоганн Иоахим Винкельман гневно сообщал из Рима: «На этой неделе Аполлону, Лаокоону и другим статуям в Бельведере будет подвешен кусок металла перед их гениталиями с помощью проволоки вокруг бедер: предположительно, то же самое произойдет со статуями в Капитолии (Campidoglio). Вряд ли когда-либо было более идиотское правительство в Риме, чем нынешнее». В 1846—1878 годы очередную «ревизию» провел папа Пий IX, а в 1878—1903 годы — Лев XIII.
Другие коллекционеры Европы последовали примеру Ватикана.
Первая полномасштабная акция «одевания» коллекции целиком произошла на вилле Дориа-Памфили в Риме в 1670 году по приказу принца Джованни Баттиста Памфили: статуи были одеты с головы до ног, женские «нарядили» в платья из лепнины. На античных мраморах сейчас видны следы кирки — в статуях делали углубления для лучшего сцепления с новой «одеждой».
Большинство посетителей музеев в XIX веке игнорировали фиговые листки, считая их чем-то само собой разумеющимся; время от времени их крали как сувениры. В Германии их стали публично высмеивать после скандалов вокруг «закона Хайнце»: в 1891 году берлинский сутенер Хайнце и его жена были обвинены в убийстве ночного сторожа. Сообщения прессы тревожили «отеческое сердце» Вильгельма II. В Рейхстаг был внесен законопроект против распространения «непристойных изображений», который обсуждался в течение многих лет. Для противников закона фиговый листок стал символом антихудожественного ханжества.
После Первой мировой войны по всей Европе началось массовый «листопад». В большинстве европейских музеев фиговые листья исчезли в XX веке. Гизела Рихтер, куратор античной коллекции Музея Метрополитен, заняв этот пост в 1906 году, обнаружила, что все мужские статуи в её ведомстве прикрыты листочками. Ей удалось восстановить их в истинном виде, так как в фондах нашелся ящик с удаленными гениталиями. В 1990-е последний листок был удален в Прадо; в Ватикане последние оставшиеся гипсовые листья больше не заменяют, когда они отваливаются.

### Иконография

Ботаника: нередко в статуях листочки на самом деле — не фиговые (инжир), а кленовые, виноградные, или свободная вымышленная форма.
Форма: искусствоведы отмечают, что на самом деле изрезанная форма листа на самом деле провокативна и привлекает внимание; «Какой он большой! И как многозначительна его форма! Как он подчеркивает то, что он якобы скрывает. Сколько других листьев растений могли бы сделать эту работу с меньшей вульгарностью», пишет ученый Хью Олдерси-Уильямс. По его мнению, обычный фартучек или набедренная повязка были бы гораздо более цензурны, чем «один стратегически расположенный лист художественной условности, с тремя основными долями, одновременно закрывающими и очерчивающими пенис и яички сзади, и двумя дополнительными рудиментарными долями, которые так аккуратно представляют завитки лобковых волос».
Размер: античные скульпторы традиционно придавали своим изваяниям гениталии меньше натурального размера (большие фаллосы дозволялись только Приапу, сатирам и т. д., то есть относились к культу плодородия). В Новое Время фиговые листы помещались даже не на них, а на сбитые гениталии, либо изготавливались сразу вместо них. Поэтому фиговые листы обычно не прикрывают гениталии, а замещают их.
Материал: фиговые листья изначально изготавливались из листового металла и вешались перед гениталиями античных статуй, словно фартук. Однако эта техника крепления имела тот недостаток, что листья могли соскользнуть или их было легко поднять, или даже украсть как сувенир. Поэтому многие музеи перешли на привязывание фиговых листьев проволокой, иногда проходящей по бедрам («страховочной проволокой, пропущенной через складку ягодиц»). Следы ржавчины иногда сохранились на статуях до наших дней. (Такие металлические покрытия не дошли до нашего времени). Также возник вариант изготовления вариантов прочных листьев из мрамора или гипса. Со временем она стала эталонной из-за практики копирования. Ведь кроме цензурирования старинных статуй, иконография фигового листа проникла и в изготовление новых изделий. Это были либо копии с отцензурированных антиков, либо оригинальные произведения с этим мотивом.
Следы: с 19 века идет обратная тенденция — статуи лишают приделанных фиговых листов, с целью восстановить историческую правду. Однако на них бывают видны цветные следы от металлических креплений или дыры от штифтов.

### Новейшее время

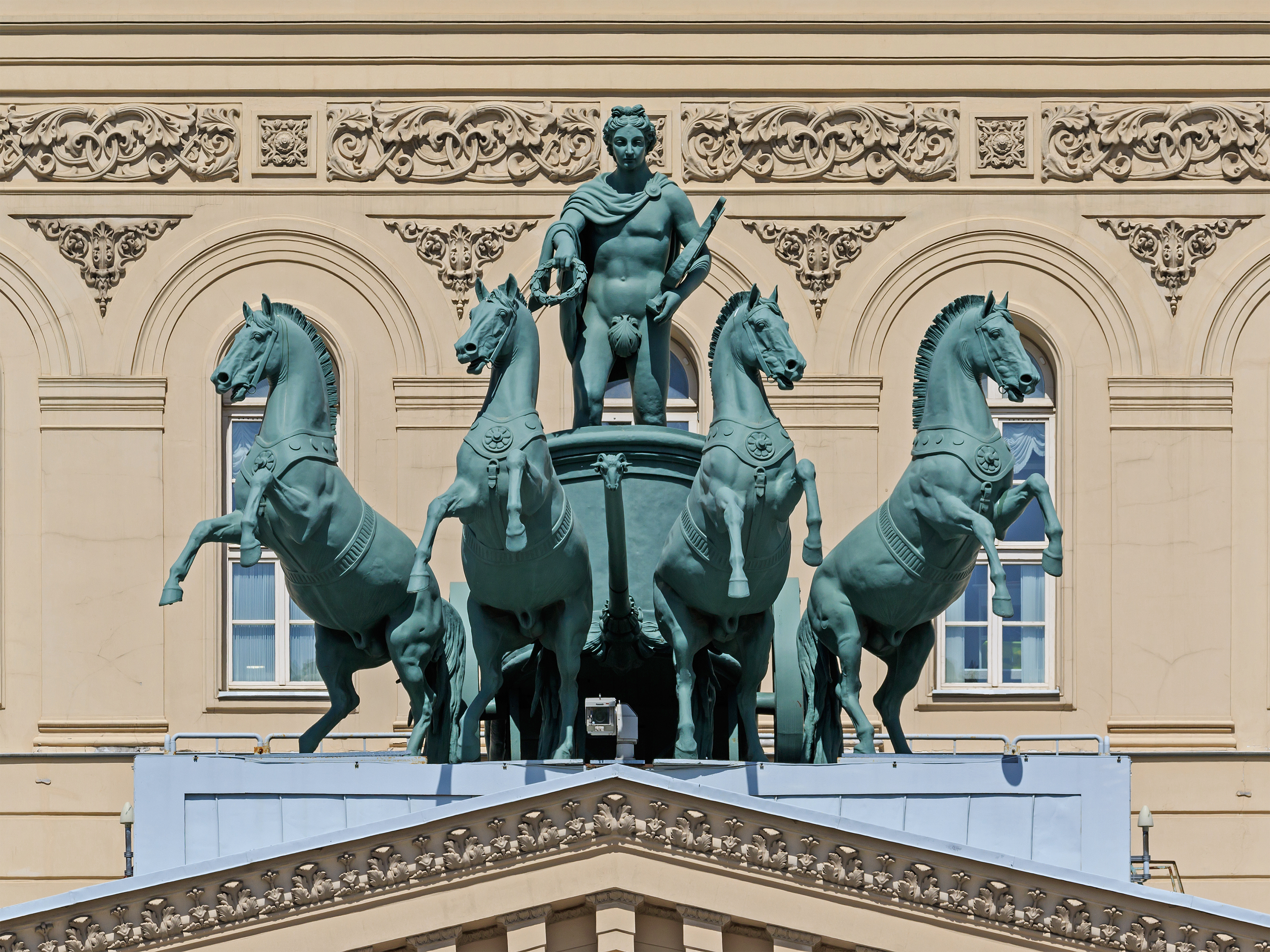
На квадриге Большого Театра в Москве половые органы Аполлона после реставрации 2011 года прикрыты фиговым листом.

- В конце XIX века первые бодибилдеры использовали имитации фиговых листов для фотографирования себя в обнаженном виде.
- «Женский фиговый лист» Марселя Дюшана 1950 года — переосмысление этой идеи[3].
- Выставка «Фиговый листок» («Das Feige(n)blatt») в Мюнхенской глиптотеке 2000 года была посвящена истории этого явления.[12]
- В современной России пример подобной цензуры — реставрация квадриги Аполлона на Большом театре 2011 года[3]. По уверению реставраторов, существуют фото 19 века, где лист присутствуют, также на статуе обнаружили следы от штифтов крепления.[13]